# 2K22通古斯卡自行高射炮
2K22“通古斯卡”是一款由俄羅斯研發的炮彈合一履帶自行防空系統。旨在為己方的地面部隊提供全天候的防空力量，其主要目標用來打擊低空飛行直升機或反步兵，北约将该载具命名为SA-19“毵鼬”。

## 发展
2K22炮彈合一防空系统的開發始于1970年6月8日。于苏联国防部的要求下，任命KBP仪器设计局開發一款以取代23毫米ZSU-23-4的自行高射炮，项目代号为“通古斯卡”。

## 變種
- 2K22：原車輛系統，搭載9M311、9M311K（3M87）或9M311-1射程爲8公里的地對空導彈。這個防空系統被安裝於2S6多用途綜合載具的底盤上。
- 2K22M（1990年版）：量產型號，搭載9M311M（3M88）導彈。 該防空系統（2S6M）搭載於GM-352M車輛底盤。
- 2K22M1（2003年版）：最新版的2S6M1是基於 GM-5975車輛底盤所製造的新型改良版防空系統，搭載有效射程爲10公里的9M311-M1導彈， 並且才2003年7月31日交付生產服役。[4]
- 2K22M搭載57E6版本防空系統：將雷達更換爲了57E6並且搭載更加先進的導彈系統，使其可以在38千米內有效偵測到敵方目標。雷達的更換使得防空系統能夠鎖定更多的目標，並且提高了導彈有效追蹤射程達18千米。

## 導彈系統

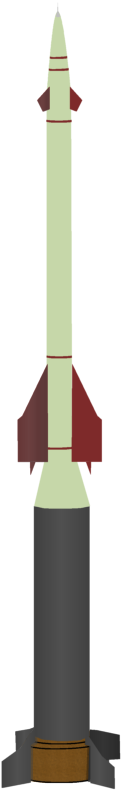
9M311導彈直觀圖

## 使用国
- 白俄羅斯
- 印度
- 摩洛哥
- 緬甸
- 俄羅斯[5]
- 叙利亚
- 乌克兰
- 葉門

## 流行文化
- 2005年—《战地2》（Battlefield 2）：在遊戲中作为中东联盟军（MEC）所属的防空车辆出现。
- 2012年—《战争前线》（Warface）：命名为“SEM”，奇怪的使用挑战者2坦克的底盘，作为前线军团以及黑木帝国的防空车辆出现。前线军团版本为灰绿色森林迷彩，在PVE模式巴尔干战区任务“前线防空”中出现并被前线军团所护送并在途中击落一台黑木帝国所属的Ka-50攻击直升机；黑木帝国版本为土沙色沙漠迷彩，在PVE模式中东战场出现，被前线军团用C4炸弹爆破炸毁。
- 2013年—（Battlefield 4）：在遊戲中以俄羅斯軍隊防空車輛出現，奇怪地使用20毫米機炮（預設）、30毫米機炮（解鎖後）和祖尼火箭（解鎖後），類似的情況亦出現在95式自行高射炮上。
- 2019年—《戰爭雷霆》(War Thunder)︰在1.87版本加入，作為蘇系防空車輛出現，配備搜索及火控雷達系統，4挺30毫米防空炮，並能發射以滑鼠引導的防空導彈打擊空中及地面目標。

## 外部連結
- Tunguska-M1 Air Defense Missile/Gun System, KBP Instrument Design Bureau website
- Federation of American Scientists（页面存档备份，存于）
- Threat Update: 2S6 Tunguska Self-Propelled Air Defense System, Red Thrust Star, April 1995 issue
- YouTube Tunguska-M1 Video（页面存档备份，存于）
- Tunguska-M1 Walkaround（页面存档备份，存于）
- The FK-1000 mobile air defence system, both marketed by CPMIEC November 6, 2013（页面存档备份，存于）
- CHINA OFFERS FD-2000 / HQ-9, FK-1000 AND FL-3000N MISSILE SYSTEMS TO THAILAND（页面存档备份，存于）